# Robert J. Bach
Robert J. Bach, comúnmente conocido como Robbie Bach, fue el presidente de la División de Entretenimiento y Dispositivos de Microsoft. Dirigió la división que se encarga de la Xbox, Xbox 360, Zune, Windows Games, Windows Mobile y la plataforma Microsoft TV.

## Biografía
Robbie Bach nació en Peoria, Illinois, el 31 de diciembre de 1961 y es el hijo de un exejecutivo de Schlitz. Jugaba al tenis competitivo en la Universidad de Carolina del Norte en Chapel Hill. Después de graduarse con un título en economía, trabajó en Morgan Stanley, antes de ir a recibir un MBA de Stanford. Antes de unirse a Microsoft en 1988, Bach trabajó como analista financiero en Morgan Stanley & Co. Tiene una licenciatura en Economía en la Universidad de Carolina del Norte en Chapel Hill y un MBA de la Universidad de Stanford. Está casado y tiene tres hijos. Muchos en su familia se han interesado en el deporte: su hermano Tom corrió en Northwestern, el hermano Peter jugaba al tenis en USC, el sobrino Aarón jugaba al tenis en el Queens College, sobrino Justin jugaba al tenis en UVA, el sobrino Brian jugó béisbol en la Wake Forest, y el sobrino Matt jugó al fútbol para Furman.
Robert J. Bach, así como James Allard, anunció su retiro de Microsoft en el otoño de 2010.

## Microsoft

### Microsoft Office
Como el principal ejecutivo de marketing responsable de Microsoft Office durante la década de 1990 Bach compitió contra Corel y Lotus, cuando estos tenían el 80% del mercado mientras que Microsoft poseía el restante 20%. Microsoft Office es ahora el segundo producto más rentable de Microsoft.

### Microsoft Europa
Su experiencia incluye un período en Europa como el gerente de Operaciones de Negocios 1990 a 1992, la presentación de informes al presidente de Microsoft en Europa, en París, donde coordinó la planificación de negocio y la estrategia, presupuesto y proyectos especiales. Él ayudó a unificar unidades divididas de Microsoft en Europa. Curiosamente, a menudo se encontró volando alrededor de Europa, en la parte trasera de clase turista con Bill Gates. Irónicamente, tanto Bach y Gates ahora vuelan en sus aviones privados.

### Presidente, División de Entretenimiento & Dispositivos
Antes de la formación de la División de E&D en 2005, Bach logró el lanzamiento mundial de Xbox y Xbox 360 en su doble papel de responsable de Xbox y jefe del Home and Entertainment Group - una división que fue responsable de Xbox, Games for Windows, de la plataforma de Microsoft TV, y el hardware de consumo y productos de software. Como presidente de la División de Entretenimiento y Dispositivos de Microsoft, Robbie Bach impulsa la visión de la compañía de Entretenimiento Conectado, ofreciendo a los consumidores nuevos y convincentes, las experiencias de entretenimiento a través de música, juegos, vídeo y comunicaciones móviles. Las responsabilidades de Bach son guías de software, servicios y la innovación en todo el hardware de entretenimiento de Microsoft y las plataformas de movilidad, y poner las soluciones en el mercado con los minoristas y socios. Bach también gestiona las relaciones a nivel mundial de Microsoft al por menor, así como los medios de comunicación y entretenimiento relacionado entre amigos.

## Boys and Girls Club
Bach también sirve como presidente de la Junta Nacional de Gobernadores para el Boys & Girls Clubs of America, donde ha sido una fuerza impulsora de los esfuerzos de la organización para llevar los conocimientos de tecnología a todos los miembros del Club. Bach también es miembro de la junta directiva de la Entertainment Software Association Foundation, tras un período de un año como presidente de 2007 a 2008.

## Miembro del Consejo del Comité Olímpico de Estados Unidos
Robert (Robbie) Bach fue nombrado miembro del Comité Olímpico de EE. UU. (USOC), es miembro de la junta directiva y comenzó a servir como consejero independiente desde el 17 de diciembre de 2010.